# 비소키에마조비에츠키에군

포들라스키에주 지도에 표시된 비소키에마조비에츠키에군의 위치

비소키에마조비에츠키에군(폴란드어: powiat wysokomazowiecki)은 폴란드 포들라스키에주에 위치한 군으로 군청 소재지는 비소키에마조비에츠키에이며 면적은 1,288.49km2, 인구는 57,051명(2019년 기준), 인구 밀도는 44명/km2이다.
동쪽으로는 비아위스토크군, 비엘스크군, 남쪽으로는 시에미아티체군, 마조프셰주 소코우프군, 서쪽으로는 잠브루프군, 마조프셰주 오스트루프군과 접한다. 10개 지방 자치체(1개 도시, 3개 도시형 농촌, 6개 농촌)를 관할한다.

군기
군 문장